# Barbus atkinsoni
Barbus atkinsoni är en fiskart som beskrevs av Bailey, 1969. Barbus atkinsoni ingår i släktet Barbus och familjen karpfiskar. IUCN kategoriserar arten globalt som livskraftig. Inga underarter finns listade.